# Infernal Poetry

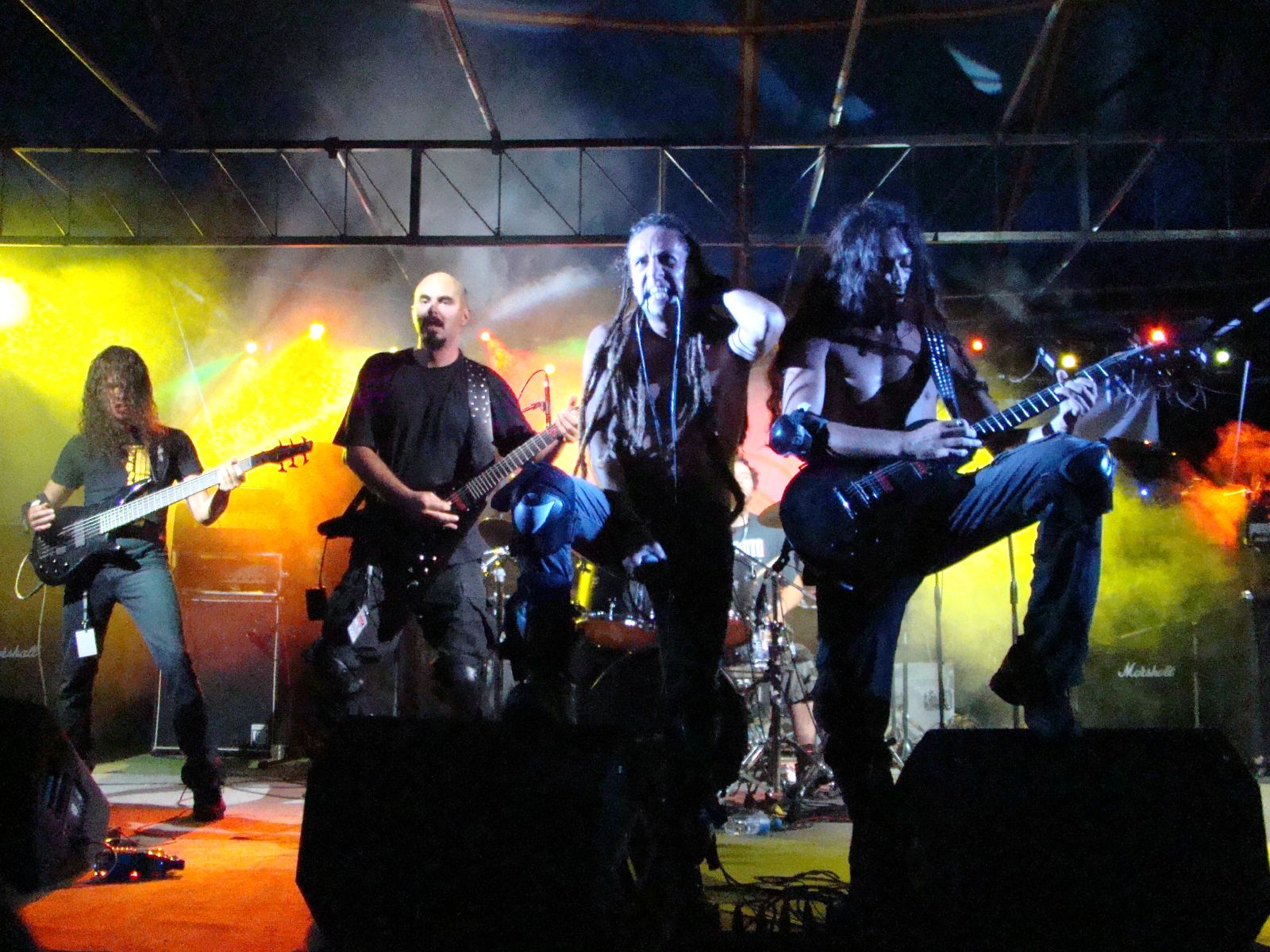
Infernal Poetry en 2007.

Infernal Poetry es junto con Dark Lunacy una de las bandas de Melodic Death Metal más representativas de Italia.

## Historia
El proyecto nació en 1996 con el nombre de El Necronomicon, donde sacaron un demo del mismo nombre, ya después se cambió el nombre a Infernal Poetry en 1997, y sacaron su segundo demo titulado In the sign of the evil creature, en el '98 sacarían su tercer Demo titulado simplemente Demo'98. Después en el 2000 participarían en la Big Euro Tour donde recorrieron países como Francia, España, Suiza, Bélgica, Alemania y Holanda. Después en marzo de 2001 firman con la compañía Fuel Records, y en enero de 2002 ve la luz su primer material, salen de gira ese mismo mes donde dan más de 20 presentaciones en toda Italia llamada Visible Darkness Italian Tour.
En abril de 2002 hacen su primer video del álbum debut, la canción que eligen es Hell Spawn.
En enero de 2003 sacan su segundo material acompañado de la banda Dark Lunacy titulado Twice, y en febrero emprenden hacia la Twice Tour, haciendo presentaciones en Italia, Eslovenia y Austria. Su tercer y más reciente material lo sacaron en enero de 2005 titulado Beholding The Impure.

## Integrantes
- Daniele Galassi (Guitarra) alias Axo
- Christian Morbidoni (Guitarra) alias Thristo
- Paolo Ojetti (Voz) alias Giolba
- Alessandro Infusini (Bajo) alias Infre
- Alessandro Vagnoni (Batería) alias Urmuz

## Discografía
- No light but rather visible darkness (2002)
- Twice colaboración de Dark Lunacy (2003)
- Beholding The Unpure (2005)
- Nervous System Failure (2009)

## Demos
- Necronomicon (1996)
- In the sign of the evil creature (1997)
- Promo '98 (1998)

## Tours
- Big Euro Tour (2000)
- Visible Darkness Italian Tour (2002)
- Twice Tour (2003/2004)

- Datos: Q647986